# Troféu Kikito de Melhor Ator

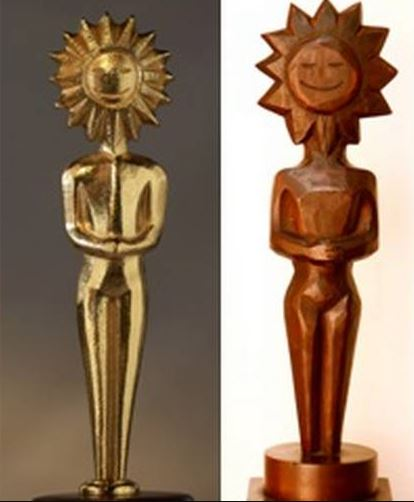
Kikito Bronze (Esq) - Imbuia (Dir)

O Troféu Kikito de Melhor Ator  é um prêmio laureado ao melhor ator em um longa-metragem  concedido pelo Festival de Gramado desde 1973, sendo um dos principais prêmios do cinema brasileiro.
Os atores José Dumont, Reginaldo Faria e Caio Blat foram os mais premiados, vencendo em duas ocasiões o prêmio. O ator Andrade Júnior foi o mais velho a ser premiado, além de ser o único a ser premiado postumamente. 

## Lista de Vencedores
- A lista a seguir conta com os nomes divulgados no site oficial do Festival de Gramado:

Fonte: 

### Década de 1970
| Ano  | Ator            | Personagem                 | Filme                                |
| ---- | --------------- | -------------------------- | ------------------------------------ |
| 1973 | Carlos Kroeber  | Timóteo                    | A Casa Assassinada                   |
| 1974 | Othon Bastos    | Paulo Honório              | S. Bernardo                          |
| 1975 | Eliezer Gomes   | Augusto                    | O Anjo da Noite                      |
| 1976 | Jofre Soares    | Totônio Pacheco            | O Predileto                          |
| 1977 | José Lewgoy     | Casemiro de Abreu de Souza | O Ibraim do Subúrbio                 |
| 1978 | Reginaldo Faria | Lúcio Flávio               | Lúcio Flávio, o Passageiro da Agonia |
| 1979 | Helber Rangel   | Antônio Maria              | A Volta do Filho Pródigo             |

### Década de 1980
| Ano  | Ator               | Personagem          | Filme                            |
| ---- | ------------------ | ------------------- | -------------------------------- |
| 1980 | José de Abreu      | Christian Nilsen    | A Intrusa                        |
| 1981 | José Dumont        | Deraldo/Severino    | O Homem Que Virou Suco           |
| 1981 | Nelson Dantas      | O homem             | Cabaret Mineiro                  |
| 1982 | Walmor Chagas      | Isaías              | Asa Branca - Um Sonho Brasileiro |
| 1982 | Walmor Chagas      | Senador João Gaspar | Luz del Fuego                    |
| 1983 | Lima Duarte        | Sargento Getúlio    | Sargento Getúlio                 |
| 1984 | José Dumont        | Lambusca            | O Baiano Fantasma                |
| 1985 | Paulo César Peréio | Corcunda            | Noite                            |
| 1986 | José Wilker        | Tenório Cavalcanti  | O Homem da Capa Preta            |
| 1987 | Wilson Grey        | Mr. Kapa            | A Dança dos Bonecos              |
| 1988 | Reginaldo Faria    | Mauro               | A Menina do Lado                 |
| 1989 | Antônio Abujamra   | Velho               | Festa                            |
| 1989 | Adriano Stuart     | Jogador de sinuca   | Festa                            |

### Década de 1990
| Ano  | Ator              | Personagem                       | Filme                                |
| ---- | ----------------- | -------------------------------- | ------------------------------------ |
| 1990 | Marcos Palmeira   | Tirica                           | Barrela - Escola de Crimes           |
| 1991 | Hugo Carvana      | Dino                             | Vai Trabalhar, Vagabundo II: a Volta |
| 1992 | Federico Luppi    | Domingo                          | Mi querido Tom Mix                   |
| 1993 | Darío Grandinetti | Oliverio                         | El lado oscuro del corazón           |
| 1994 | Jorge Perugorría  | Diego                            | Morango e Chocolate                  |
| 1994 | Vladmir Cruz      | David                            | Morango e Chocolate                  |
| 1995 | Pedro Vicuña      | Ramírez                          | Amnesia                              |
| 1996 | Chico Diaz        | Corisco                          | Corisco & Dadá                       |
| 1996 | Cassiano Carneiro | Fernando Ramos da Silva (Pixote) | Quem Matou Pixote?                   |
| 1997 | Cláudio Marzo     | Sílvio Proença                   | O Homem Nu                           |
| 1998 | Ricardo Couto     | Detetive                         | Otario                               |
| 1999 | Diogo Infante     | Zé                               | A Sombra dos Abutres                 |

### Década de 2000
| Ano  | Ator               | Personagem            | Filme                       |
| ---- | ------------------ | --------------------- | --------------------------- |
| 2000 | Salvador del Solar | Pantaleón Pantoja     | Pantaleón y las visitadoras |
| 2001 | Tony Ramos         | Guedes                | Bufo & Spallanzani          |
| 2002 | Alexandre Moreno   | Jorge                 | Uma Onda no Ar              |
| 2003 | Marcelo Serrado    | João                  | Noite de São João           |
| 2004 | Milton Gonçalves   | Seu Zé das Bicicletas | As Filhas do Vento          |
| 2005 | Lázaro Ramos       | João de Camargo       | Cafundó                     |
| 2006 | Antonio Calloni    | Saraiva               | Anjos do Sol                |
| 2007 | Gustavo Machado    | Cirineu               | Olho de Boi                 |
| 2008 | Daniel de Oliveira | Santinho              | A Festa da Menina Morta     |
| 2009 | Leonardo Machado   | Boni                  | Em Teu Nome                 |

### Década de 2010
| Ano  | Ator               | Personagem                    | Filme                   |
| ---- | ------------------ | ----------------------------- | ----------------------- |
| 2010 | Caio Blat          | Macú                          | Bróder                  |
| 2011 | Caio Blat          | Heitor                        | Uma Longa Viagem        |
| 2012 | Marat Descartes    | Guto                          | Super Nada              |
| 2013 | Irandhir Santos    | Clécio Wanderley              | Tatuagem                |
| 2014 | Nelson Xavier      | Almirante                     | A Despedida             |
| 2015 | Breno Nina         | Marlombrando Pereira da Silva | O Último Cine Drive-in  |
| 2016 | Paulo Tiefenthaler | Sérgio Peralta                | O Roubo da Taça         |
| 2017 | Paulo Vilhena      | Eduardo Vasconcellos (Dado)   | Como Nossos Pais        |
| 2018 | Osmar Prado        | Kid Jofre                     | 10 Segundos para Vencer |
| 2019 | Paulo Miklos       | Aurélio                       | O Homem Cordial         |

### Década de 2020
| Ano  | Ator           | Personagem         | Filme                       |
| ---- | -------------- | ------------------ | --------------------------- |
| 2020 | Andrade Júnior | O Velho            | King Kong en Asunción       |
| 2021 | Nando Cunha    | Mauro Caldeira     | O Novelo                    |
| 2022 | Gabriel Knoxx  | Rivelino           | Noites Alienígenas          |
| 2023 | Aílton Graça   | Mussum             | Mussum, o filmis            |
| 2024 | João Miguel    | Raimundo Nonato    | Estômago 2: O Poderoso Chef |
| 2024 | Nicola Siri    | Benedetto Caroglio | Estômago 2: O Poderoso Chef |